# Carl Sellmer (Maler)
Carl Sellmer, auch Karl (* 1. April 1855 in Landsberg an der Warthe; † 20. Oktober 1927 in Berlin), war ein deutscher Maler. Sellmer war möglicherweise ein Sohn des gleichnamigen Politikers Carl Sellmer.

## Wirken
Sellmer hatte ein Atelier in der königlichen Akademie der bildenden Künste in Kassel, in dem er seine Arbeiten ausstellte. Er war als Landschafts-, Genre- und Tiermaler tätig und schuf zudem militärische und humoristische Illustrationen sowie große Wandgemälde, nach denen Lichtdrucke hergestellt wurden. Seine Bildnisse zeichneten sich durch kräftiges Kolorit und die genaue Beobachtung der Natur aus. In seinen Genrebildern behandelte er sowohl ernste als auch heitere Stoffe, die oftmals mit dem Jägerleben zusammenhängen. Eines dieser Gemälde Des Wilderers Rache stellt eine tragische Szene in einem Försterhaus dar, in dem ein erschossener Förster auf einer Bahre liegt und seine Wunde von den umstehenden Ärzten und Polizeibeamten untersucht wird.
Im Jahr 1893 fertigte er nach Skizzen von Justus Scheibert, die dieser während der Schlacht bei Brandy Station angefertigt hatte, Illustrationen für das Werk über die damaligen Ereignisse, die als „die Wirklichkeit wiedergebende Zeichnungen zu betrachten sind.“ In den Jahren 1898 bis 1903 wohnte er in Berlin in der Lützowstraße 91a. Für Albert Roderichs Künstlerfahrten fertigte er 51 Illustrationen an. In der Hagenschenke in Braunschweig gab es von ihm ein Ölgemälde mit dem Titel Der kleine Kamerad (1898).

## Werke
- Justus Scheibert: Die grosse Reiterschlacht bei Brandy Station 9. Juni 1863. Mit 6 Porträts, 5 Karten und 7 Vollbildern nach einem Kriegsskizzenbuch gezeichnet vom Schlachtenmaler C. Sellmer. P. Kittel, Berlin 1893 (archive.org).
- Fürst Bismarck. Acht Lichtdruckillustrationen nach Wandgemälden. Unveränderlicher Lichtdruck und Verlag der Charlottenburger Lichtbilderfabrik Dr. Mertens und Brause, Berlin. 1890 (Abbildung).
  - Fürst Bismarck auf dem Heimweg vom Reichstag, umringt und begrüßt von einer begeisterten Volksmenge
  - Bismarck bei seiner berühmten Rede „Wir Deutsche fürchten Gott, sonst nichts auf der Welt“
  - Bismarck im Granatfeuer von Königgrätz an der Seite von Königs Wilhelm I.
  - Bismarck begegnet in Sedan Napoleon III.
  - Bismarck als Waidmann
  - Ein Hoch dem Fürsten Bismarrk
  - Bismarck Porträt mit Pfeife und Bier
- Blumen von Kaiser Wilhelm, datiert (18)85; das Bild (Öl auf Leinwand) zeigt den Briefträger, welcher dem Künstler ein Dankesschreiben und Blumen von Kaiser Wilhelm überbringt. 48 × 58,5 cm
- Karl Sellmer: König Wilhelm und sein Heer. Erinnerungsblätter an das fünfundzwanzigste Jubiläum der ruhmreichen preußischen Armee-Reorganisation im Jahre 1860, 20 Blatt in klein Folio (Lichtdrucke). Verlag von Theodor Fischer, Kassel und Berlin 1885.
  - Allegorisches Titelblatt – Tafel 1
  - Wilhelm I., König von Preußen – Tafel 2
  - Kriegsminister von Roon – Tafel 3
  - Chef des Militär-Cabinetts Freiherr von Manteuffel – Tafel 4
  - Erstes Garde-Regimen zu Fuß (in Parade von Sr. Majestät) – Tafel 5
  - Tambour battant (Garde-Grenadier) – Tafel 6
  - Infanterie (Manöver-Freuden) – Tafel 7
  - Jäger (im Hinterhalt) – Tafel 8
  - Garde du Corps (Schloßdienst) – Tafel 9
  - Cürassiere (Quartiermacher) – Tafel 10
  - Dragoner (Vedette) – Tafel 11
  - Husaren auf Rekognoscierung – Tafel 12
  - Ulanen (Patrouille ein Dorf passierend) – Tafel 13
  - Feldartellerie („im Avanciren protzt ab!“) – Tafel 14
  - Festungsartellerie (Nachtbatteriebau) – Tafel 15
  - Pioniere (Brückenschlag) – Tafel 16
  - Train (Manoeuvre de force) – Tafel 17
  - Sanitäts-Corps (schwer Verwundete) – Tafel 18
  - Landgendarmerie (ohne Jagdschein) – Tafel 19
  - Landwehr („hinaus ins Feld“) – Tafel 20